# 韋恩鎮區 (印地安納州蒂珀卡努縣)
韋恩鎮區（英語：Wayne Township）是位於美國印地安納州蒂珀卡努縣的一個行政鎮區。

## 地方資料
根據2010年美國人口普查的數據，韋恩鎮區的面積為89.70平方千米，當中陸地面積為88.80平方千米，而水域面積為0.90平方千米。當地共有人口1580人，而人口密度為每平方千米17.61人。